# Macrocarpaea
Macrocarpaea är ett släkte av gentianaväxter. Macrocarpaea ingår i familjen gentianaväxter.

## Dottertaxa tillMacrocarpaea, i alfabetisk ordning[1]
- Macrocarpaea acuminata
- Macrocarpaea affinis
- Macrocarpaea angelliae
- Macrocarpaea angustifolia
- Macrocarpaea apparata
- Macrocarpaea auriculata
- Macrocarpaea autanae
- Macrocarpaea ayangannae
- Macrocarpaea bangiana
- Macrocarpaea berryi
- Macrocarpaea betancuriana
- Macrocarpaea biremis
- Macrocarpaea bracteata
- Macrocarpaea browallioides
- Macrocarpaea bubops
- Macrocarpaea callejasii
- Macrocarpaea calophylla
- Macrocarpaea canoefolia
- Macrocarpaea chthonotropa
- Macrocarpaea cinchonifolia
- Macrocarpaea claireae
- Macrocarpaea cochabambensis
- Macrocarpaea corymbosa
- Macrocarpaea densiflora
- Macrocarpaea dies-viridis
- Macrocarpaea dillonii
- Macrocarpaea domingensis
- Macrocarpaea duquei
- Macrocarpaea elix
- Macrocarpaea ericii
- Macrocarpaea ewaniana
- Macrocarpaea fortisiana
- Macrocarpaea gattaca
- Macrocarpaea gaudialis
- Macrocarpaea glabra
- Macrocarpaea glaziovii
- Macrocarpaea gondoloides
- Macrocarpaea gracilis
- Macrocarpaea gran-pajatena
- Macrocarpaea gravabilis
- Macrocarpaea gulosa
- Macrocarpaea guttifera
- Macrocarpaea harlingii
- Macrocarpaea hilarula
- Macrocarpaea illecebrosa
- Macrocarpaea innarrabilis
- Macrocarpaea jactans
- Macrocarpaea jalca
- Macrocarpaea jensii
- Macrocarpaea jocularis
- Macrocarpaea kayakifolia
- Macrocarpaea kuelap
- Macrocarpaea kuepferiana
- Macrocarpaea lacrossiformis
- Macrocarpaea laudabilis
- Macrocarpaea lenae
- Macrocarpaea loranthoides
- Macrocarpaea luctans
- Macrocarpaea lucubrans
- Macrocarpaea luna-gentiana
- Macrocarpaea luteynii
- Macrocarpaea luya
- Macrocarpaea macrophylla
- Macrocarpaea maguirei
- Macrocarpaea marahuacae
- Macrocarpaea maryae
- Macrocarpaea mattii
- Macrocarpaea micrantha
- Macrocarpaea neblinae
- Macrocarpaea neillii
- Macrocarpaea nicotianifolia
- Macrocarpaea noctiluca
- Macrocarpaea normae
- Macrocarpaea obnubilata
- Macrocarpaea obtusifolia
- Macrocarpaea opulenta
- Macrocarpaea ostentans
- Macrocarpaea ovalis
- Macrocarpaea pachyphylla
- Macrocarpaea pachystyla
- Macrocarpaea pajonalis
- Macrocarpaea papillosa
- Macrocarpaea pauciflora
- Macrocarpaea pinetorum
- Macrocarpaea piresii
- Macrocarpaea polyantha
- Macrocarpaea pringleana
- Macrocarpaea quechua
- Macrocarpaea quizhpei
- Macrocarpaea revoluta
- Macrocarpaea robin-fosteri
- Macrocarpaea rubra
- Macrocarpaea rugosa
- Macrocarpaea schultesii
- Macrocarpaea silverstonei
- Macrocarpaea sodiroana
- Macrocarpaea stenophylla
- Macrocarpaea subcaudata
- Macrocarpaea subsessilis
- Macrocarpaea tabula-fluctivagifolia
- Macrocarpaea tahuantinsuyuana
- Macrocarpaea thamnoides
- Macrocarpaea umerulus
- Macrocarpaea wallnoeferi
- Macrocarpaea weaveri
- Macrocarpaea weigendiorum
- Macrocarpaea viscosa
- Macrocarpaea voluptuosa
- Macrocarpaea wurdackii
- Macrocarpaea xerantifulva
- Macrocarpaea ypsilocaule
- Macrocarpaea zophoflora